# Sant Estève de Ludarès
Sant Estève de Ludarès (en francès Saint-Étienne-de-Lugdarès) és un municipi francès situat al departament de l'Ardecha i a la regió d'Alvèrnia-Roine-Alps. L'any 2007 tenia 452 habitants.

## Demografia

### Població
El 2007 la població de fet de Saint-Étienne-de-Lugdarès era de 452 persones. Hi havia 148 famílies de les quals 48 eren unipersonals (32 homes vivint sols i 16 dones vivint soles), 52 parelles sense fills, 44 parelles amb fills i 4 famílies monoparentals amb fills.
La població ha evolucionat segons el següent gràfic:
Habitants censats

### Habitatges
El 2007 hi havia 384 habitatges, 159 eren l'habitatge principal de la família, 181 eren segones residències i 44 estaven desocupats. 343 eren cases i 35 eren apartaments. Dels 159 habitatges principals, 120 estaven ocupats pels seus propietaris, 31 estaven llogats i ocupats pels llogaters i 8 estaven cedits a títol gratuït; 1 tenia una cambra, 11 en tenien dues, 23 en tenien tres, 55 en tenien quatre i 69 en tenien cinc o més. 115 habitatges disposaven pel capbaix d'una plaça de pàrquing. A 87 habitatges hi havia un automòbil i a 60 n'hi havia dos o més.

### Piràmide de població
La piràmide de població per edats i sexe el 2009 era:
| Homes | Edats   | Dones |
| ----- | ------- | ----- |
| 0     | 95 o +  | 0     |
| 0     | 90 a 94 | 8     |
| 0     | 85 a 89 | 12    |
| 4     | 80 a 84 | 12    |
| 12    | 75 a 79 | 12    |
| 4     | 70 a 74 | 8     |
| 28    | 65 a 69 | 8     |
| 24    | 60 a 64 | 32    |
| 8     | 55 a 59 | 12    |
| 4     | 50 a 54 | 4     |
| 16    | 45 a 49 | 12    |
| 12    | 40 a 44 | 8     |
| 36    | 35 a 39 | 8     |
| 16    | 30 a 34 | 24    |
| 28    | 25 a 29 | 20    |
| 0     | 20 a 24 | 8     |
| 0     | 15 a 19 | 12    |
| 8     | 10 a 14 | 12    |
| 24    | 5 a 9   | 8     |
| 12    | 0 a 4   | 4     |

## Economia
El 2007 la població en edat de treballar era de 258 persones, 149 eren actives i 109 eren inactives. De les 149 persones actives 143 estaven ocupades (79 homes i 64 dones) i 6 estaven aturades (4 homes i 2 dones). De les 109 persones inactives 19 estaven jubilades, 12 estaven estudiant i 78 estaven classificades com a «altres inactius».

### Ingressos
El 2009 a Saint-Étienne-de-Lugdarès hi havia 138 unitats fiscals que integraven 322,5 persones, la mediana anual d'ingressos fiscals per persona era de 12.141 €.

### Activitats econòmiques
Dels 20 establiments que hi havia el 2007, 2 eren d'empreses extractives, 1 d'una empresa alimentària, 2 d'empreses de fabricació d'altres productes industrials, 7 d'empreses de construcció, 1 d'una empresa de comerç i reparació d'automòbils, 2 d'empreses de transport, 1 d'una empresa d'hostatgeria i restauració, 2 d'empreses immobiliàries, 1 d'una empresa de serveis i 1 d'una empresa classificada com a «altres activitats de serveis».
Dels 7 establiments de servei als particulars que hi havia el 2009, 1 era una gendarmeria, 1 oficina de correu, 2 paletes, 1 fusteria, 1 lampisteria i 1 electricista.
Dels 2 establiments comercials que hi havia el 2009, 1 era una botiga de menys de 120 m² i 1 una fleca.
L'any 2000 a Saint-Étienne-de-Lugdarès hi havia 27 explotacions agrícoles que ocupaven un total de 1.440 hectàrees.

## Equipaments sanitaris i escolars
El 2009 hi havia 2 escoles elementals.

## Poblacions més properes
El següent diagrama mostra les poblacions més properes.